# Платан в Монсо
Плата́н в парке Монсо́ (фр. Platane d'Orient du parc Monceau) — достопримечательность, одно из известнейших деревьев Парижа.
Расположен в парке Монсо в центре Парижа, примерно в 30 метрах к северу от посольства Сингапура. Данное дерево относится к виду Platanus orientalis. Окружность ствола — 7 метров.
Платан высажен в 1814 году.
Входит в список знаменитых деревьев Франции (фр. Arbres remarquables de France). Платан — одно из самых популярных деревьев в Париже. Ему несколько уступает по возрасту явор (лат. Acer pseudoplatanus), также высаженный в Монсо, в 1853 году.